# 斯洛博達河
斯洛博達河（烏克蘭語：Слобода），是烏克蘭西部的河流，屬於捷列布利亞河的支流。該河流經外喀爾巴阡州的胡斯特區，河道全長10公里，流域面積29.3平方公里。